# Teubner-Verlag
Pour les articles homonymes, voir Verlag.

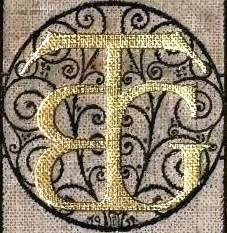
Logo des éditions B. G. Teubner

B. G. Teubner-Verlag (Éditions B. G. Teubner) est un éditeur scientifique allemand spécialisé dans les domaines des études philologiques et historiques, des mathématiques, des sciences physiques, de l'ingéniérie, des technologies et de l'informatique, fondé à Dresde en 1811 par Benedictus Gotthelf Teubner (1784-1856). L'entreprise est devenue, en 2008, partie d'un nouveau groupe dénommé Vieweg+Teubner Verlag.

## Politique et fonds éditorial

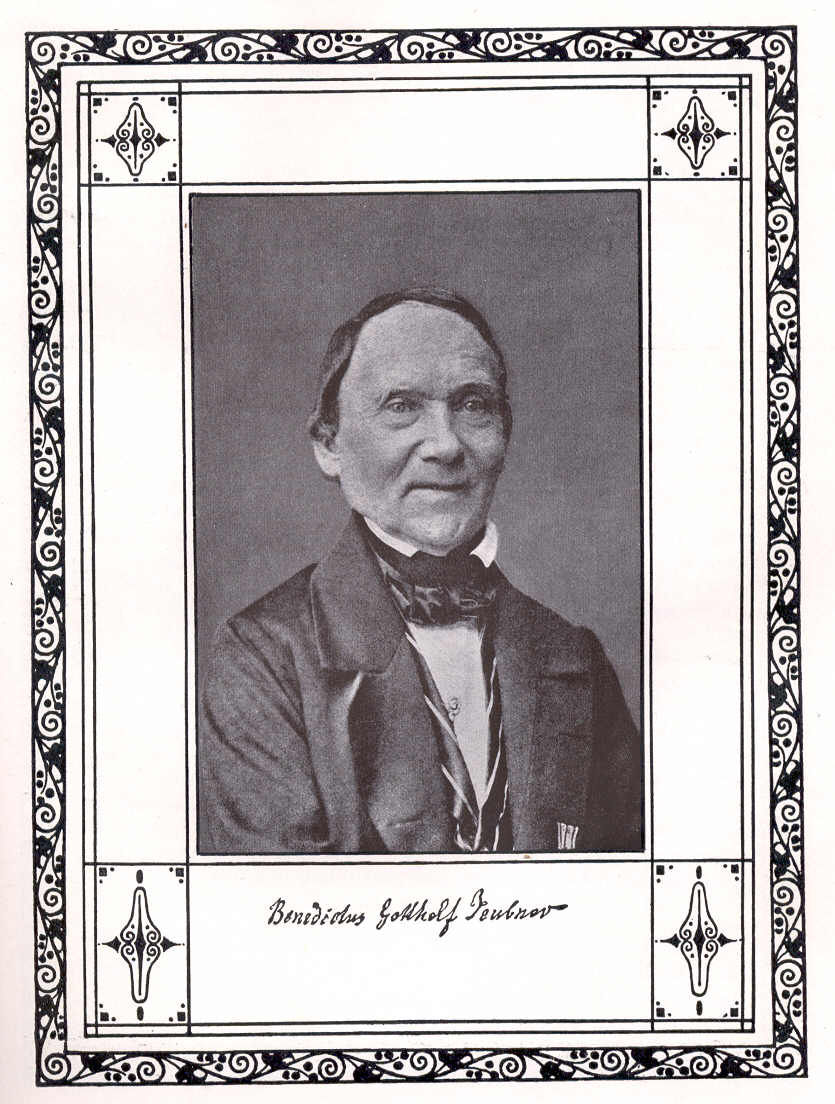
Benedictus Gotthelf Teubner.

- Le fonds initial de Teubner-Verlag est l'édition de la « Bibliotheca Scriptorum Graecorum et Romanorum Teubneriana » (Bibliothèque Teubner des écrivains grecs et romains) en 550 volumes ;
- La vocation académique s'affirme avec la publication du premier manuel d'orthographe de l'allemand : Zur deutschen Rechtschreibung. de Konrad Duden (1871).
- les livraisons depuis 1900 du Thesaurus Linguae Latinae publié par les universités de Berlin, Göttingen, Leipzig, Munich et Vienne ;
- « Enzyklopädie der mathematischen Wissenschaften » (Encyclopédie des sciences mathématiques) publié depuis 1898 sous les auspices des universités de Göttingen, Leipzig, Munich et Vienne ;
- « Die Kultur der Gegenwart », encyclopédie de La Culture au présent, fondée par Paul Hinneberg (de) et publiée depuis 1905 ;
- « Aus Natur und Geisteswelt » (Les Mondes naturel et spirituel), comprenant 240 volumes d'articles publiés depuis 1899 sur les représentations scientifiques et ésotériques du monde.

Teubner-Verlag est connu pour ses réalisations dans les domaines de l'éducation et de la littérature éducative.
Le 4e Congrès de Mathématiques à Rome (1908) dressa une liste impressionnante des entreprises éditoriales de Teubner-Verlag et le catalogue de ses réalisations dans les domaines des mathématiques, des sciences physiques et naturelles, des sciences de l'ingénieur et domaines connexes ne compte pas moins de 520 pages.

## Historique
L'imprimerie, fondée à Leipzig en 1791 par Johann Christian Otto, après une faillite et diverses péripéties, échut en 1811 à B. G. Teubner. Celui-ci, par sa qualité de négociateur s'attira la faveur de plusieurs éditeurs. La fin de la guerre de libération contre l'occupation napoléonienne (1813-1815) marqua un grand développement du marché du livre qui profita beaucoup à l'imprimerie Teubner. Celle-ci devint l'imprimeur des principaux journaux de Leipzig. En 1842, sous l'influence d'Eduard Koch, beau-fils de Teubner, l'imprimerie se tourna vers la publication en masse de littérature populaire.
En 1849, Teubner entreprit l'édition de la Bibliothèque Teubner des écrivains grecs et romains,  collection monumentale d'auteurs grecs et latins. Cette initiative devait réorienter définitivement Teubner-Verlag vers les publications savantes et donner à la maison d'édition Teubner sa renommée.